# Ceraarachne goyannensis
Ceraarachne goyannensis är en spindelart som beskrevs av Cândido Firmino de Mello-Leitão 1929. 
Ceraarachne goyannensis ingår i släktet Ceraarachne och familjen krabbspindlar. Inga underarter finns listade i Catalogue of Life.